# Cmentarz w Trzepowie
Cmentarz w Trzepowie – rzymskokatolicki cmentarz należący do parafii św. Aleksego. Cmentarz położony jest przy ulicy Sierpeckiej, zajmuje powierzchnię 2 ha. Jest to cmentarz typowo wiejski i ogrodzony.
Najstarsze mogiły pochodzą z lat 1920–1925, natomiast starsze grobowce, pochodzące z początków XX w. można znaleźć na terenie wokół kościoła parafialnego. Jest tu miejsce pochówku Leokadii Bergerowej (1890–1933), założycielki Szkoły Rolniczej w Trzepowie i Anny Wladichówny, zmarłej w 1937 roku, dyrektora Szkoły Rolniczej w Trzepowie w latach 1933–1937.
Szkoła Rolnicza w Trzepowie w 1993 roku obchodziła jubileusz 70-lecia. W roku 1930 mieszkańcy Trzepowa ufundowali tablicę pamiątkową ku czci poległych w wojnie 1920 roku:
Polegli w obronie Ojczyzny odbierając z granic Polski nawałę bolszewicką w latach 1918-1920 Świtalski Franciszek, Stawicki Józef z Trzepowa
Na cmentarzu znajduje się także kilka nowych płyt nagrobnych, a wśród nich ku czci Zdzisława Musiała (1926–1986), znanego lokalnie lekarza weterynarii.